# Parastenocaris glareola
Parastenocaris glareola is een eenoogkreeftjessoort uit de familie van de Parastenocarididae. De wetenschappelijke naam van de soort is voor het eerst geldig gepubliceerd in 1936 door Hertzog.